# Cornifícia (filla de Quint Cornifici)
Cornifícia (llatí: Cornificia) va ser una dama romana, filla de Quint Cornifici. Formava part de la gens Cornifícia, d'origen plebeu.
Va ser demanada en matrimoni per Juvenci Talna l'any 45 aC quan ja era gran i havia estat casada diverses vegades. Va rebutjar el matrimoni per la insuficient fortuna del nuvi.